# III. třída okresu Ústí nad Orlicí 2023/2024
III. třída okresu Ústí nad Orlicí 2023/2024 byl 31. ročník III. třídy okresu Ústí nad Orlicí, jedné ze skupin 9. nejvyšší fotbalové soutěže. V této sezóně se mezi sebou utkalo 13 týmů dvoukolovým systémem podzim – jaro. Do tohoto ročníku zasáhly 2 nové celky – TJ Dolní Čermná a TJ Sokol Verměřovice, sestoupivší z II. třídy okresu Ústí nad Orlicí 2022/23. Vítězem ročníku se stal 1. FC Žamberk „B“, na druhém postupovém místě skončil Jiskra 2008 „B“. Tuto dvojici do II. třídy okresu Ústí nad Orlicí 2024/2025 doprovodil TJ Sokol Černovír.

## Tabulka
Zdroj:
| Poř. | Tým                           | Z  | V  | R | P  | VG | OG | B  |
| ---- | ----------------------------- | -- | -- | - | -- | -- | -- | -- |
| 1.   | 1. FC Žamberk „B“             | 24 | 17 | 3 | 4  | 80 | 36 | 54 |
| 2.   | FC Jiskra 2008 „B“            | 24 | 17 | 2 | 5  | 75 | 35 | 53 |
| 3.   | TJ Sokol Verměřovice (S)      | 24 | 16 | 2 | 6  | 70 | 39 | 50 |
| 4.   | TJ Dolní Čermná (S)           | 24 | 15 | 2 | 7  | 82 | 54 | 47 |
| 5.   | TJ Sokol Černovír             | 24 | 13 | 4 | 7  | 78 | 60 | 43 |
| 6.   | TJ Sokol Libchavy „B“         | 24 | 11 | 3 | 10 | 61 | 56 | 36 |
| 7.   | TJ Sokol Dolní Třešňovec      | 24 | 10 | 5 | 9  | 65 | 65 | 35 |
| 8.   | TJ Sokol Helvíkovice          | 24 | 11 | 2 | 11 | 68 | 67 | 35 |
| 9.   | Sokol Boříkovice              | 24 | 7  | 6 | 11 | 51 | 59 | 27 |
| 10.  | TJ Sokol Rudoltice            | 24 | 6  | 7 | 11 | 39 | 50 | 25 |
| 11.  | AFK Kunvald                   | 24 | 6  | 1 | 17 | 51 | 89 | 19 |
| 12.  | TJ Sokol Klášterec nad Orlicí | 24 | 5  | 4 | 15 | 35 | 92 | 19 |
| 13.  | TJ Sokol Těchonín             | 24 | 0  | 3 | 21 | 21 | 74 | 3  |

Poznámky:
- Z = Odehrané zápasy; V = Vítězství; R = Remízy; P = Prohry; VG = Vstřelené góly; OG = Obdržené góly; B = Body; (S) = Mužstvo sestoupivší z vyšší soutěže

|  | Postup do II. třídy okresu Ústí nad Orlicí 2024/2025 |

## Nejlepší střelci ročníku
Tabulka prvních 5 střelců ročníku
| Pořadí | Hráč           | Tým                      | Počet gólů |
| 1.     | Martin Bednář  | TJ Dolní Čermná          | 26         |
| 2.     | Michal Čada    | TJ Sokol Helvíkovice     | 25         |
| 3.     | Jakub Pasker   | FC Jiskra 2008 „B“       | 19         |
| 4.     | Matěj Borovský | TJ Sokol Dolní Třešňovec | 18         |
|        | Robin Pecháček | TJ Dolní Čermná          | 18         |
|        | Roman Moudrý   | AFK Kunvald              | 18         |